# Liga de Campeones Femenina de la AFC 2023
La Liga de Campeones Femenina de la AFC 2023 (también conocido como Campeonato de Clubes Femenino de la AFC 2023 - Torneo por invitación), fue celebrado entre el 6 y el 12 de noviembre. Es la cuarta edición de la principal competición de fútbol de clubes femeninos de la AFC. Ocho clubes de cinco asociaciones miembro de la AFC compitieron en este torneo.

## Formato
El torneo se llevará a cabo en un formato de liga centralizada y por primera vez los equipos participantes del este y oeste de Asia jugarán en dos grupos mixtos. Hay 4 equipos en 2 grupos y los equipos ganadores del grupo avanzan al partido final.
| Equipo                           | Método de clasificación                             | App. (último) |
| -------------------------------- | --------------------------------------------------- | ------------- |
| Sydney FC                        | Campeona de la A-League femenina 2022-23            | 1º            |
| Urawa Red Diamonds               | Campeones de la Liga WE 2022-23                     | 1º            |
| Incheon Hyundai Steel Red Angels | Campeones de la Liga WK 2022                        | 2º (2019)     |
| Hualien                          | Campeones de la Liga de Fútbol Mulan de Taiwán 2022 | 1º            |
| Bangkok FC                       | Campeona de la Liga Femenina de Tailandia 2023      | 1º            |

| Equipo         | Método de clasificación                                | App. (último) |
| -------------- | ------------------------------------------------------ | ------------- |
| FC Nasaf       | Campeona de la Liga Femenina de Uzbekistán 2022        | 1º            |
| Gokulam Kerala | Campeona de la Liga Femenina de la India 2022-23       | 2º (2021)     |
| Bam Khatoon FC | Campeones de la liga de fútbol femenina Kowsar 2022-23 | 2º (2022)     |

## Fase de grupos
La fase de grupos se jugará del 6 al 12 de noviembre de 2023. Los clubes participantes se dividieron en dos grupos de cuatro. Los equipos de cada grupo juegan entre sí en un Sistema de todos contra todos.

### Grupo A
| Equipo             | Pts | PJ | PG | PE | PP | GF | GC | Dif | Situación         |
| ------------------ | --- | -- | -- | -- | -- | -- | -- | --- | ----------------- |
| Urawa Red Diamonds | 9   | 3  | 3  | 0  | 0  | 20 | 1  | 19  | Avanza a la final |
| Gokulam Kerala FC  | 4   | 3  | 1  | 1  | 1  | 5  | 12 | -7  |                   |
| Bangkok FC         | 3   | 3  | 1  | 0  | 2  | 6  | 10 | -4  |                   |
| Hualien            | 1   | 3  | 0  | 1  | 2  | 1  | 9  | -8  |                   |

| 6 de noviembre de 2023 | Urawa Red Diamonds                                                                              | 8:0     | Gokulam Kerala FC | Estadio Chonburi, Chonburi, Tailandia         |                                               |
| 16:30 (UTC+7)          | - Shibata 2' - Kurishima 16' - Shimada 38' - Ito 48', 82' - Nishio 83' - Seike 87' - Ando 90+2' | Reporte |                   | Asistencia: 100 espectadores Árbitra: Yu Hong | Asistencia: 100 espectadores Árbitra: Yu Hong |

| 6 de noviembre de 2023 | Hualien | 0:2     | Bangkok FC                     | Estadio Chonburi, Chonburi, Tailandia           |                                                 |
| 20:30 (UTC+7)          |         | Reporte | - Kwandarin 15' - Kanyanat 70' | Asistencia: 209 espectadores Árbitra: Lê Thị Lý | Asistencia: 209 espectadores Árbitra: Lê Thị Lý |

| 9 de noviembre de 2023 | Gokulam Kerala FC | 1:1     | Hualien             | Estadio Chonburi, Chonburi, Tailandia                |                                                      |
| 16:30 (UTC+7)          | - Kumari 19'      | Reporte | - Lin Jing-xuan 42' | Asistencia: 147 espectadores Árbitra: Rebecca Durcau | Asistencia: 147 espectadores Árbitra: Rebecca Durcau |

| 9 de noviembre de 2023 | Bangkok FC        | 1:6     | Urawa Red Diamonds                                     | Estadio Chonburi, Chonburi, Tailandia               |                                                     |
| 20:30 (UTC+7)          | - Chetthabutr 87' | Reporte | - Seike 6', 84' - Ito 9', 36' - Ando 21' - Shimada 51' | Asistencia: 500 espectadores Árbitra: Mahnaz Zokaee | Asistencia: 500 espectadores Árbitra: Mahnaz Zokaee |

| 12 de noviembre de 2023 | Urawa Red Diamonds                                           | 6:0     | Gokulam Kerala FC | Estadio Chonburi, Chonburi, Tailandia |               |
| 16:30 (UTC+7)           | - Seike 5', 17', 67' - Takatsuka 7' - Shimada 45' - Endo 75' | Reporte |                   | Árbitra: [[]]                         | Árbitra: [[]] |

| 12 de noviembre de 2023 | Bangkok FC                              | 3:4     | Gokulam Kerala FC                     | Estadio Chonburi, Chonburi, Tailandia |                  |
| 20:30 (UTC+7)           | - Ploychompoo 26' - Kanyanat 45+1', 49' | Reporte | - Dabbaghi 45' - Appiah 47', 77', 80' | Árbitra: Yu Hong                      | Árbitra: Yu Hong |

### Grupo B
| Equipo                   | Pts | PJ | PG | PE | PP | GF | GC | Dif | Situación         |
| ------------------------ | --- | -- | -- | -- | -- | -- | -- | --- | ----------------- |
| Hyundai Steel Red Angels | 9   | 3  | 3  | 0  | 0  | 7  | 1  | 6   | Avanza a la final |
| Sydney FC                | 6   | 3  | 2  | 0  | 1  | 5  | 4  | 1   |                   |
| FC Nasaf                 | 1   | 3  | 0  | 1  | 2  | 3  | 6  | -3  |                   |
| Bam Khatoon FC           | 1   | 3  | 0  | 1  | 2  | 3  | 7  | -4  |                   |

| 6 de noviembre de 2023 | Sydney FC                   | 3:0     | Bam Khatoon FC | JAR Stadium, Tashkent, Uzbekistán                      |                                                        |
| 15:00 (UTC+5)          | - Worts 3', 59' - Keane 43' | Reporte |                | Asistencia: 50 espectadores Árbitra: Doumouh Al Bakkar | Asistencia: 50 espectadores Árbitra: Doumouh Al Bakkar |

| 6 de noviembre de 2023 | Hyundai Steel Red Angels                      | 2:0     | FC Nasaf | Pakhtakor Stadium, Tashkent, Uzbekistán                      |                                                              |
| 18:00 (UTC+5)          | - Namgung Ye-Ji 39' (pen.) - Adams 44' (a.g.) | Reporte |          | Asistencia: 115 espectadores · Árbitra: Veronika Bernatskaya | Asistencia: 115 espectadores · Árbitra: Veronika Bernatskaya |

| 9 de noviembre de 2023 | Bam Khatoon FC | 1:2     | Hyundai Steel Red Angels             | JAR Stadium, Tashkent, Uzbekistán                  |                                                    |
| 15:00 (UTC+5)          | - Zandi 61'    | Reporte | - Namgung Ye-Ji 58' - Jang Chang 78' | Asistencia: 48 espectadores Árbitra: Asaka Koizumi | Asistencia: 48 espectadores Árbitra: Asaka Koizumi |

| 9 de noviembre de 2023 | FC Nasaf        | 1:2     | Sydney FC        | Pakhtakor Stadium, Tashkent, Uzbekistán              |                                                      |
| 18:00 (UTC+5)          | - Kudratova 90' | Reporte | - Worts 33', 57' | Asistencia: 85 espectadores Árbitra: Pansa Chaisanit | Asistencia: 85 espectadores Árbitra: Pansa Chaisanit |

| 12 de noviembre de 2023 | Sydney FC | 0:3     | Hyundai Steel Red Angels         | JAR Stadium, Tashkent, Uzbekistán |               |
| 15:00 (UTC+5)           |           | Reporte | - Nrehy 44' - Hong 54' - Kim 70' | Árbitra: [[]]                     | Árbitra: [[]] |

| 12 de noviembre de 2023 | FC Nasaf            | 2:2     | Bam Khatoon FC               | Pakhtakor Stadium, Tashkent, Uzbekistán |               |
| 18:00 (UTC+5)           | - Karachik 26', 71' | Reporte | - Khosravi 62' - Didar 90+4' | Árbitra: [[]]                           | Árbitra: [[]] |

## Final
| 12 de mayo de 2024 | Urawa Red Diamonds        | 2:1     | Hyundai Steel Red Angels | Estadio Chonburi, Chonburi, Tailandia               |                                                     |
| 18:00 (UTC+9)      | - Seike 22' - Shimada 26' | Reporte | - Lee So-hee 13'         | Asistencia: 5.271 espectadores Árbitra: Dong Fangyu | Asistencia: 5.271 espectadores Árbitra: Dong Fangyu |